# Bellota micans
Bellota micans là một loài nhện trong họ Salticidae.
Loài này thuộc chi Bellota. Bellota micans được Elizabeth Maria Gifford Peckham & George William Peckham miêu tả năm 1909.